# Camuesa de Puebla de la Sierra
Camuesa de Puebla de la Sierra es el nombre de una variedad cultivar de manzano (Malus domestica) Esta manzana está cultivada tradicionalmente en la sierra norte de Madrid Comarca Lozoya Somosierra, en Puebla de la Sierra, Sierra del Rincón. Se está cultivando en el vivero de "La Troje" "Asociación sembrando raíces, cultivando biodiversidad", donde cultivan variedades frutícolas y hortícolas de la herencia para su conservación y recuperación de su cultivo. Así mismo está cultivado en el IMIDRA- Banco de Germoplasma de Variedades Tradicionales de Frutales de la Comunidad de Madrid (Finca La Isla).

## Sinónimos
- “Camuesa Temprana“,
- "Camuesas".[5]

## Historia
Esta variedad aparece citada en el "Catastro de Lorenzana" del siglo XVIII.
En la Sierra Norte de Madrid está arraigado su cultivo; en Puebla de la Sierra Sierra del Rincón llevan cultivándose más de dos siglos. Se conserva en cultivo por ser muy productiva y precoz en la maduración, aunque no es apreciada por su sabor, por ser “muy floja”.

## Características
El manzano de la variedad 'Camuesa de Puebla de la Sierra' tiene un vigor elevado, y necesita poca agua para su desarrollo pudiendo tenerlo cultivado de secano; con la floración en los meses de marzo y abril; las flores se presentan capullo rojo y flor abierta jaspeada de rojo.
La variedad de manzana 'Camuesa de Puebla de la Sierra' tiene un fruto de tamaño pequeño; forma achatada, similar a la reineta pero de menor tamaño; piel lisa, y color de fondo verde amarillento, con pintas, sobre color ausente.
Carne blanco-crema de textura aguanosa (jugosa). Sabor dulce poco intenso.  Es la manzana más temprana suele estar madura a primeros de agosto, por lo que los campesinos del lugar la comían cuando estaban trillando el cereal. Hay que consumirla enseguida, no se conserva. Se consumen crudas o fritas.

## Cultivo
Se injertan de púa sobre "maíllos" que se traen "del monte" y "manzanos nacedizos". Los patrones se suelen trasplantar entre noviembre y marzo y se injertan al año siguiente, aunque en algunos casos se realiza el injerto ese mismo invierno. Los patrones se trasplantaban en un hoyo muy hondo “hasta la altura de la faja” (aprox. 1 m). Se debe hacer el hoyo en otoño, porque durante todo el invierno "se cría una babilla de tierra fina en el hoyo" que es beneficiosa para el árbol. Los injertos se deben hacer en febrero o marzo, “cuando se empieza a mover la savia, a despegarse la corteza”. Las púas se solían recoger de frutales más atrasados que el patrón, ya que “la puga tiene que tener menos savia que el patrón, para que no se seque”.